# Yann Spillmann
Yann Spillmann, né le 15 juillet 2002 à Brazzaville en République du Congo, est un athlète français, spécialiste du 400 mètres.

## Biographie
Il a grandit à Carpsach, Haut-Rhin. Sa Soeur Milla est également athlète. 
Il fait ses débuts dans l'athlétisme en 2018 à l'"Entente de Haute Alsace" à Altkirch puis Mulhouse, avec comme premier entraineur Christian Hessler. En 2021, il rejoint l'AS Aix-les-Bains avec pour entraineurs Thierry Tribondeau et Pierre Carraz. Depuis 2023, il a rejoint l'"Entente Sud Lyonnais", avec Frank Matamba comme actuel entraineur. 
Il se révèle lors de la saison 2024 en prenant la deuxième place du 400 m des championnats de France en salle à Miramas, derrière Thomas Jordier. Sélectionné en équipe de France pour participer aux Relais mondiaux 2024 à Nassau, il se classe 6e du relais 4 × 400 m mixte. En juin 2024 lors des championnats d'Europe de Rome, il réalise son meilleur temps dans un relais 4 x 400 m en 3 min 00 s 77 en série, et termine au pied du podium en finale en compagnie de Gilles Biron, Muhammad Abdallah Kounta et Téo Andant ensuite sélectionné en Équipe de France pour les Jeux Olympiques de Paris 2024, au sein du relais 4 x 400 m.  
En compagnie de Téo Andant, Félix Levasseur, Predera Manounou, il co-détient le Record de France du 4 x 400 m en salle, obtenu en 3 min 05 s 83, aux Championnats d'Europe d'athlétisme salle à Appeldoorn en 2025. 
En parallèle de l'athlétisme, il suit des études de Finances à l'EM Business School de Lyon et va intégrer à la rentrée 2025 l'Université Longhorns du Texas à Austin, USA. 

## Palmarès
| Date | Compétition                                | Lieu      | Résultat | Épreuve         | Performance   |
| ---- | ------------------------------------------ | --------- | -------- | --------------- | ------------- |
| 2025 | Championnat d'Europe par équipes           | Madrid    | 5e       | 4 x 400 mixte   | 3 min 11 s 71 |
| 2025 | Championnat d'Europe d'athlétisme en salle | Apeldoorn | 5e       | 4 x 400 m       | 3 min 05 s 83 |
| 2024 | Relais mondiaux                            | Nassau    | 6e       | 4 × 400 m mixte | 3 min 17 s 38 |
| 2024 | Championnats d'Europe                      | Rome      | 4e       | 4 × 400 m       | 3 min 1 s 43  |
| 2023 | Championnats d'Europe Espoirs              | Espoo     | 6e       | 4 × 400 m série | 3 min 07 s 81 |

### National
- Championnat de France d'Athlétisme:
  - 400 m : 2e en 2025

- Championnats de France en salle :
  - 400 m : 2e en 2024

- Championnat de France Espoirs:
  - 400 m: 2e en 2022
- Championnat de France Juniors:
  - 400 m: 2e en 2021

## Records
| Épreuve            | Performance | Lieu     | Date            |
| ------------------ | ----------- | -------- | --------------- |
| 400 m              | 45 s 29     | Talence  | 3 août 2025     |
| 200 m piste courte | 21 s 21     | Lyon     | 18 janvier 2025 |
| 100 m              | 10 s 78     | Chassieu | 11 juin 2025    |
| 60 m salle         | 6 s 96      | Aubière  | 4 janvier 2025  |